# Nchumbulus
Els nchumbulus són els membres d'un grup ètnic guang que viuen a l'oest del llac Volta, a la regió Brong-Ahafo de Ghana. La seva llengua materna és el nchumbulu. Hi ha entre 1.800 i 2.400 nchumbulus a Ghana. El seu codi ètnic és NAB59z i el seu ID és 13265.

## Situació geogràfica i pobles veïns
Els nchumbulus viuen en tres aldees a prop de Kplang, a l'oest del llac Volta a la regió Brong-Ahafo.

## Llengua
El nchumbulu és la llengua materna dels nchumbulus. A més a més, també parlen l'àkan.

## Religió
El 60% dels nchumbulus són cristians, el 39% cruen en religions africanes tradicionals i l'1% són musulmans. El 40% dels nchumbulus cristians són catòlics, el 30% són protestants i el 30% pertanyen a esglésies independents. Segons el joshuaproject el 12% dels nchumbulus cristians segueixen el moviment evangèlic.